# Friedrich Renner (Politiker)
Friedrich Renner (* 30. April 1835 in Frankenberg (Eder); † 31. Dezember 1907 in Kassel) war ein deutscher Jurist und Mitglied des Provinziallandtages der Provinz Hessen-Nassau.

## Leben
Friedrich Renner wurde als Sohn des Posthalters Hans Valentin Renner und dessen Ehefrau Mathilde Friederike Osterheld geboren und begann nach dem Abitur am Gymnasium Marburg mit einem Studium der Rechtswissenschaften an der Philipps-Universität Marburg. Zum Jahresende 1856 legte er dort das erste juristische Staatsexamen ab mit nachfolgendem Referendariat. Am 31. Oktober 1857 promovierte er zum Dr. jur.
Nach einer Tätigkeit als Obergerichtsanwalt in Kassel ließ er sich dort als Rechtsanwalt nieder und eröffnete zum 1. Juli 1868 ein Notariat.
In den Jahren von 1884 bis 1885 und von 1886 bis 1891 hatte er ein Mandat für den Kurhessischen Kommunallandtag des preußischen Regierungsbezirks Kassel bzw. für den Provinziallandtag der Provinz Hessen-Nassau, wo er bis 1885 den Landgrafen Ernst von Hessen-Philippsthal vertrat.
In den Parlamenten arbeitete er in verschiedenen Ausschüssen.
1879 war er Kommissar für die Prozesse um die Kurhessischen Fideikommissangelegenheiten. Die Paulskirchenverfassung von 1848 wollte das Fideikommiss abschaffen. Mit dem Inkrafttreten des BGB zum 1. Januar 1900 wurde Rechtseinheit für alle deutschen Länder geschaffen.

### Ehrungen und Auszeichnungen
- 29. Dezember 1886 Justizrat
- 22. August 1886 Geheimer Justizrat
- Ritterkreuz I. Klasse des Friedrichs-Ordens
- Ritterkreuz I. Klasse des Verdienstordens Philipps des Großmütigen
- Ritterkreuz des dänischen Dannebrogordens
- Kronenorden III. Klasse
- Roter Adlerorden III. Klasse mit Schleife